# Кароль Монтійє-Карль
Кароль Монтійє-Карль (фр. Carole Montillet-Carles) — французька гірськолижниця, олімпійська чемпіонка, призерка чемпіонату світу.  
Золоту олімпійську медаль та звання олімпійської чемпіонки Монтійє виборола на Олімпіаді 2002 року, що проходила в Солт-Лейк-Сіті  в швидкісному спуску.

## Виступи в кубку світу
- Загальний залік: 5-а (2004), 6-а (2003), 9-а (2001)
- Супергігант: 1-а (2003), 2-а (2004), 3-я (2001)
- Швидкісний спуск: 3-я (2004), 7-а (2005)

Перемоги
| Дата           | Етап                | Дисципліна       |
| -------------- | ------------------- | ---------------- |
| 16 лютого 2001 | Гарміш-Партенкірхен | супергігант      |
| 12 січня 2002  | Лейк-Луїз           | швидкісний спуск |
| 13 грудня 2002 | Валь-д'Ізер         | супергігант      |
| 15 січня 2003  | Кортіна д'Ампеццо   | супергігант      |
| 5 грудня 2003  | Лейк-Луїз           | швидкісний спуск |
| 6 грудня 2003  | Лейк-Луїз           | швидкісний спуск |
| 18 січня 2004  | Кортіна д'Ампеццо   | швидкісний спуск |
| 1 лютого 2004  | Гаус-ім-Енншталь    | супергігант      |

## Зовнішні посилання
- Досьє на сайті Міжнародної федерації лижних видів спорту [Архівовано 28 травня 2018 у Wayback Machine.]

## Виноски
1. ↑  Répertoire national des élus — 2019.
2. ↑  GeneaStar
3. ↑  Alpine Skiing at the 2002 Salt Lake City Winter Games: Men's Slalom. Sports Reference. Архів оригіналу за 17 квітня 2020. Процитовано 2 квітня 2018.